# Vzlёt
Vzlёt (Взлёт) è un film del 1979 diretto da Savva Jakovlevič Kuliš.

## Trama
Il film racconta il grande scienziato russo KE Ciolkovskij, il fondatore della cosmonautica sovietica.